# Hart River
Der Hart River ist ein etwa 300 km langer rechter Nebenfluss des Peel River im Yukon-Territorium in Kanada.

## Verlauf
Der Fluss hat seinen Ursprung in einem Bergsee in den Wernecke Mountains, 7 km nördlich vom Hart Lake. Er fließt anfangs in überwiegend westnordwestlicher Richtung. Bei der Einmündung des Rae Creek von links wendet sich der Hart River nach Norden. Dabei bildet er die Grenze zwischen Wernecke Mountains im Osten und den Ogilvie Mountains sowie im Unterlauf den East Nahoni Mountains im Westen. Er durchfließt die boreale Taigazone.

## Tourismus
Mit einer zweiwöchigen Kanutour kann der Hart River befahren werden. Der Fluss weist hauptsächlich Stromschnellen vom Schwierigkeitsgrad II auf. Ein Startpunkt solcher Touren ist der Elliott Lake, ein Bergsee am linken Nebenfluss Elliott Creek.